# 弗里吉亚无边便帽

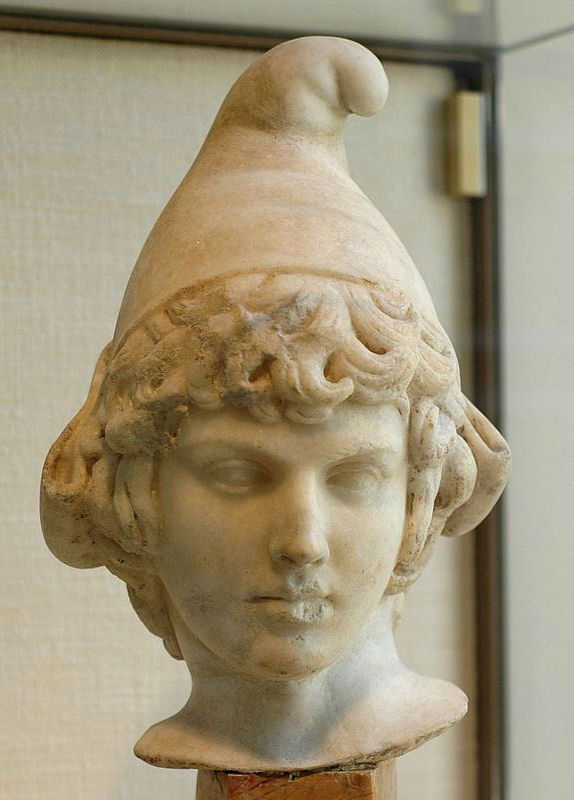
佩戴弗里吉亚帽的人物雕像（公元2世纪）

弗里吉亚无边便帽（法語：Bonnet phrygien）又称自由之帽（法語：Bonnet de la liberté），本為古代小亚细亚的弗里吉亚人所戴，是一種与头部紧密贴合的软帽，其帽尖向前弯曲，典型的颜色是红色。
古希臘、古羅馬文化中，弗里吉亚帽是东方的象征。在18世纪美国革命和法国大革命中，弗里吉亚帽成为自由和解放的标志而广为传播；例如在名画《自由引导人民》（La Liberté guidant le peuple）中，自由女神就佩戴着弗里吉亚帽。法兰西共和国的象征玛丽安娜也戴着弗里吉亚帽。弗里吉亚帽还出现在尼加拉瓜、萨尔瓦多、哥伦比亚、巴拉圭、古巴等国的国徽上。卡通画中的（Schtroumpf）也戴着弗里吉亚帽。

## 歷史

### 古代

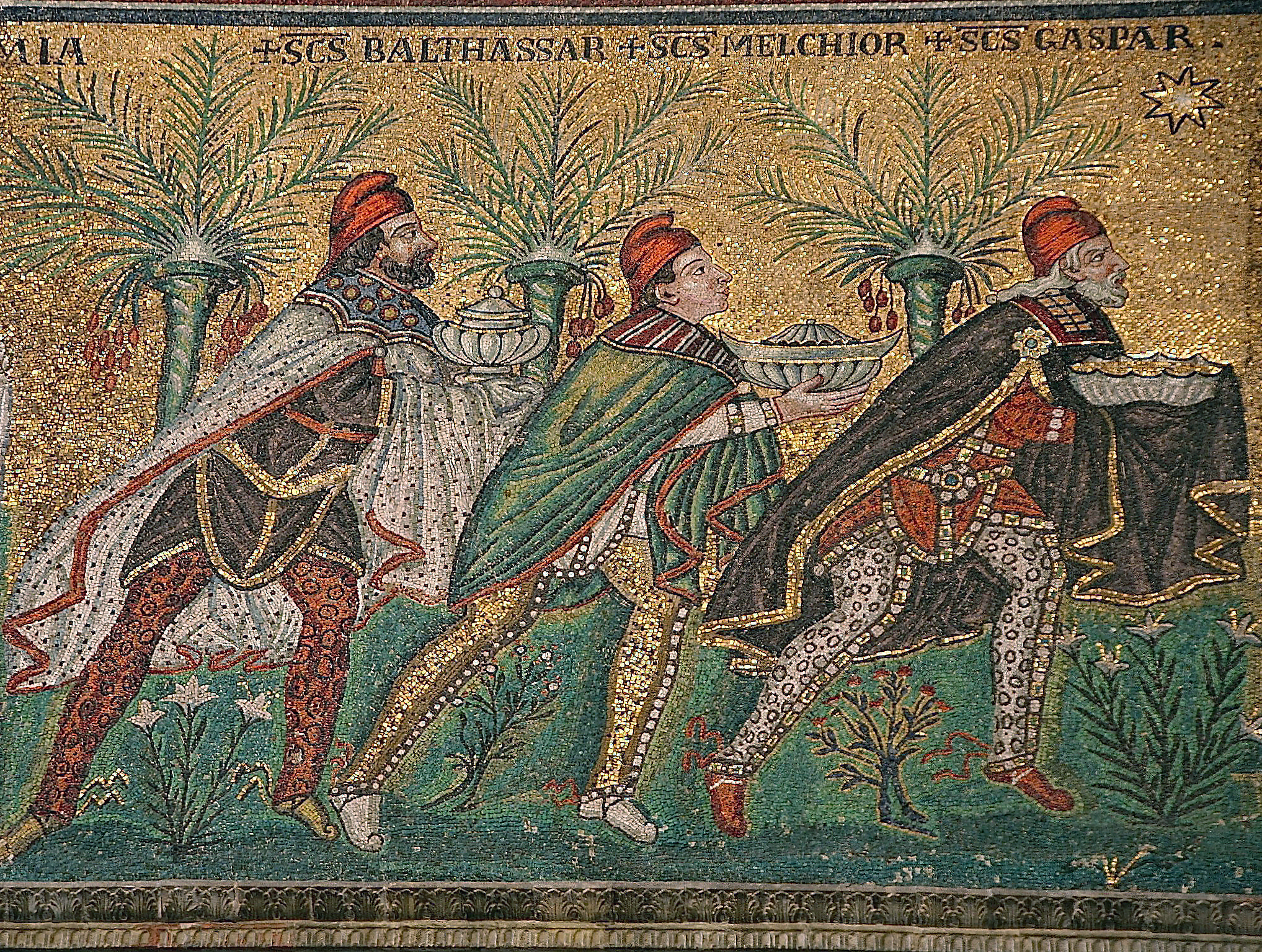
弗里吉亞位在君士坦丁堡東方，因此在這幅拉文納聖阿波里奈爾教堂的鑲嵌畫中，東方三博士戴着弗里吉亚帽，表示他們是「東方人」。

希臘神話中，阿波羅將弗里吉亞國王彌達斯的耳朵變成了驢耳，於是彌達斯用弗里吉亞帽遮掩耳朵。這個說法最早出自阿里斯托芬的《普魯特斯》，但更早之前便已經出现在希臘畫作中；由於弗里吉亞位處希臘之東，所以古希臘羅馬藝術常用弗里吉亚帽表示某個人物來自東方國度，屬於「蠻族」（本义泛指非希腊人，沒有野蠻的意思）。古希腊人描绘特洛伊王子帕里斯的形象时，为了说明他不是希腊人，就在他的头上加一顶弗里吉亚人的帽子。古波斯神祇密特拉传入希腊化各国及罗马帝国后，他的形象也变成了头戴弗里吉亚帽的男子。
馬其頓人、色雷斯人和十二世紀的諾曼人軍隊有種類似弗里吉亞帽的頭盔，稱為弗里吉亞式頭盔（Phrygian type helmets）。
古羅馬時代，獲釋奴隸及其後代佩戴一種名為pileus的圓錐形帽子。羅馬共和晚期，pileus帽成為脫離暴政的象徵。一枚於前44年到前42年由布魯圖在小亞細亞發行的硬幣上，有一個pileus帽與兩把短劍（代表布魯圖兩年前參與刺殺獨裁者尤利烏斯·凱撒，解放羅馬人民）。 （页面存档备份，存于）。直到羅馬帝國時，在農神節等節慶場合，獲釋的奴隸仍會佩戴pileus帽。近代歐洲人将pileus误认为弗里吉亚帽，因此弗里吉亚帽与自由和解放联系起来，得名“自由之帽”（liberty cap）。

### 革命的標誌

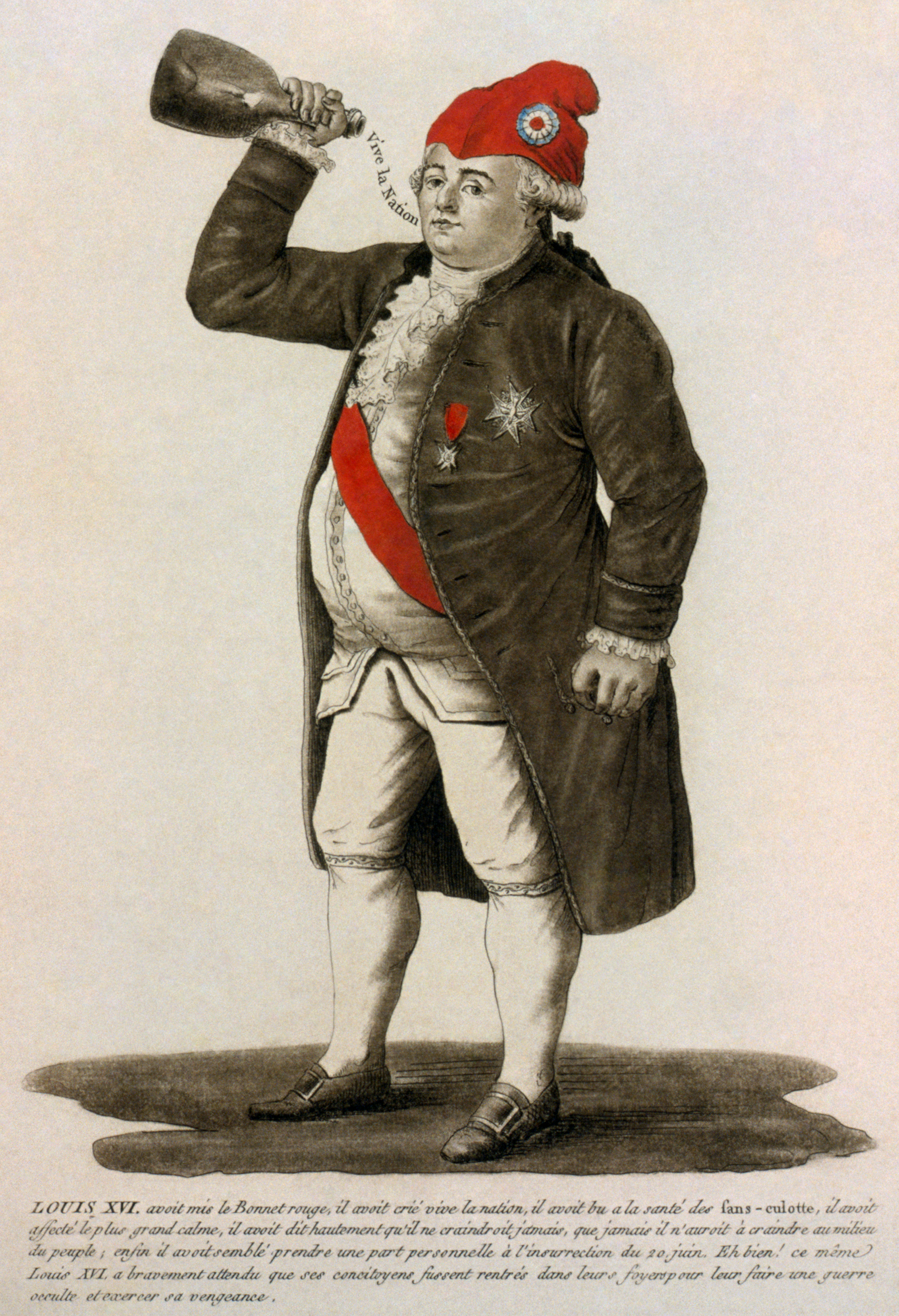
戴著弗里吉亞帽的路易十六

在革命時期的法國，紅色的弗里吉亞帽（法語：bonnet rouge）最早在1790年5月出現於特鲁瓦及里昂。法國的國家象徵瑪麗安娜也戴着弗里吉亚帽。
1792年路易十六批准憲法時，印刷品中的國王被改為佩戴弗里吉亞帽。1794年，斯特拉斯堡主教座堂在尖頂上放置了弗里吉亞帽，以防止它被拆除。
在巴黎參與革命的人們紛紛佩戴紅色弗里吉亞帽，彰顯革命熱情與團結。

### 在美洲
美國參議院的院徽上有一頂弗里吉亚帽。
中南美洲深受美國革命及法國大革命的影響，因此弗里吉亚帽出现在尼加拉瓜、萨尔瓦多、哥伦比亚、巴拉圭、古巴等国的国徽上。

### 流行文化
中的人物大都戴着白色的弗里吉亚帽。其中 Papa Smurf（藍爸爸、精靈爸爸或老爸）戴的是紅色的弗里吉亚帽。
2024年夏季奥林匹克运动会的吉祥物弗里吉即是弗里吉亚帽的拟人化形象。

## 徽章

### 现行徽章

#### 國徽

阿根廷國徽
玻利維亞國徽
哥倫比亞國徽
古巴國徽
薩爾瓦多國徽
海地國徽
尼加拉瓜國徽
巴拉圭國徽（背面）

#### 地方徽章

布宜諾斯艾利斯省省徽（英语：Coat of arms of Buenos Aires Province）
卡塔马卡省省徽
科连特斯省省徽
胡胡伊省省徽
門多薩省省徽
聖胡安省省徽
圖庫曼省省徽
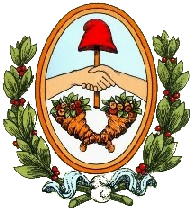
邁普市徽
門多薩市徽
巴拉那市徽
圣萨尔瓦多-德胡胡伊市徽
安蒂奥基亚省省徽（英语：Coat of arms of Antioquia Department）
阿劳卡省省徽
昆迪納馬卡省省徽
托利馬省省徽（英语：Coat of arms of Tolima Department）
阿瓜德迪奧斯市徽
阿蘭薩蘇市徽
韋爾貝奧市徽
富薩加蘇加市徽
瓜杜阿斯市徽
拉佩尼亞市徽
梅迪納市徽
卡馬圭省省徽（英语：Coat of arms of Camagüey Province）
比那尔德里奥省省徽
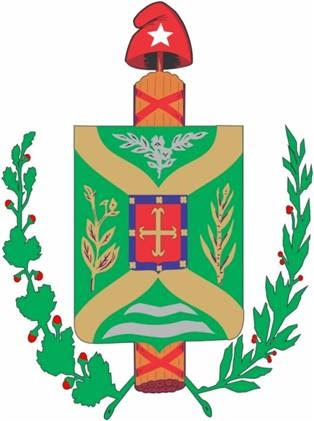
阿爾基薩市徽
巴拉科阿市徽
巴亞莫市徽
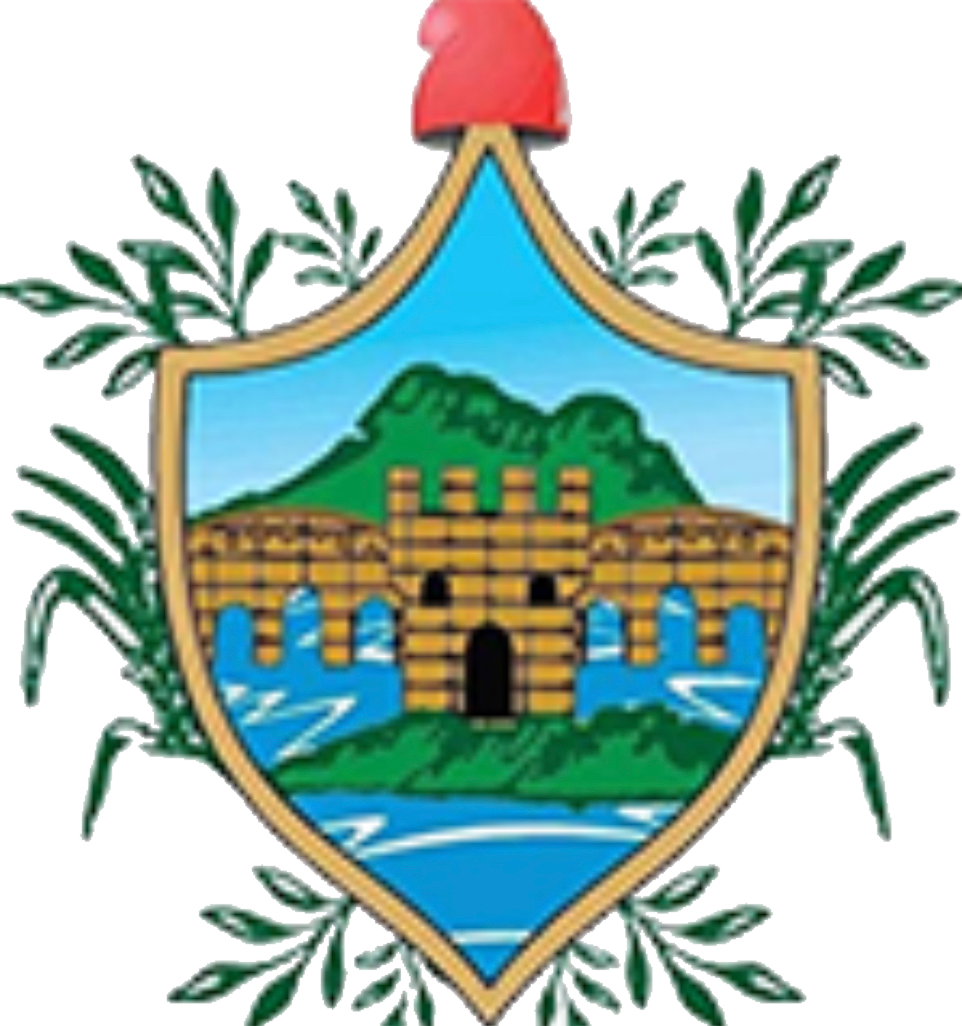
馬坦薩斯市徽
聖安東尼奧德洛斯巴尼奧斯市徽
達里奧市市徽
艾奧瓦州州徽（英语：Seal of Iowa）
夏威夷州州徽
紐約州州徽
西弗吉尼亞州州徽（英语：Seal of West Virginia）
阿克里州州徽
亞馬遜州州徽
帕拉伊巴州州徽
圣卡塔琳娜州州徽
里约热内卢市徽
瓜里科州州徽
新埃斯帕塔州州徽
南里奥格兰德州州徽

#### 政黨徽章

國民聯盟（西班牙语：Alianza Civil）黨徽
民主联盟（西班牙语：Unión Democrática (Argentina)）黨徽
瑞士劳动党党徽
山岳派黨徽
社會主義共和聯盟（西班牙语：Union Socialiste Républicaine）盟徽

#### 政府徽章

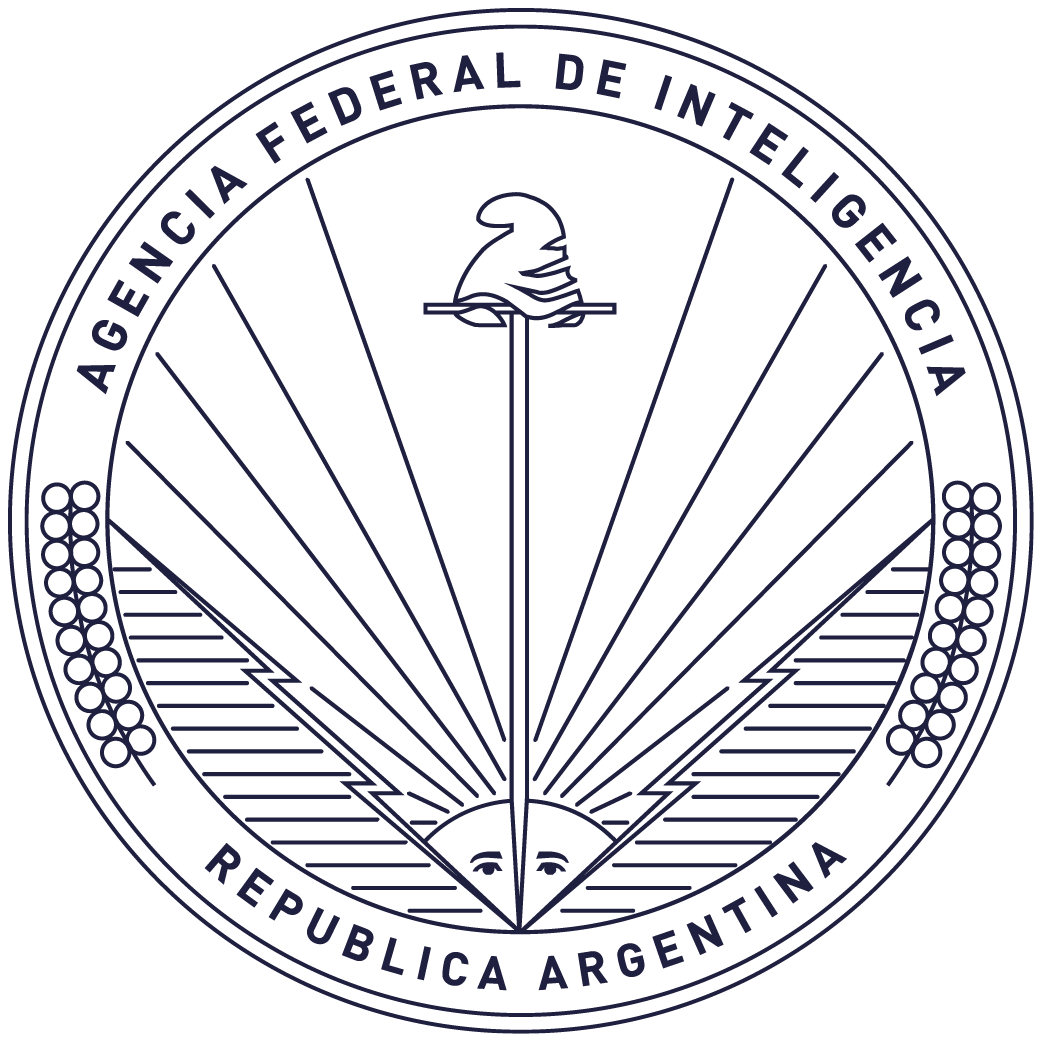
阿根廷聯邦情報局（西班牙语：Agencia Federal de Inteligencia）局徽
阿根廷情報秘書處（西班牙语：Secretaría de Inteligencia）徽章
阿根廷中央銀行行徽
哥倫比亞最高法院（英语：Supreme Court of Colombia）院徽
哥倫比亞憲法法院（英语：Constitutional Court of Colombia）院徽
尼加拉瓜内政部（西班牙语：Ministerio de Gobernación de Nicaragua）部徽
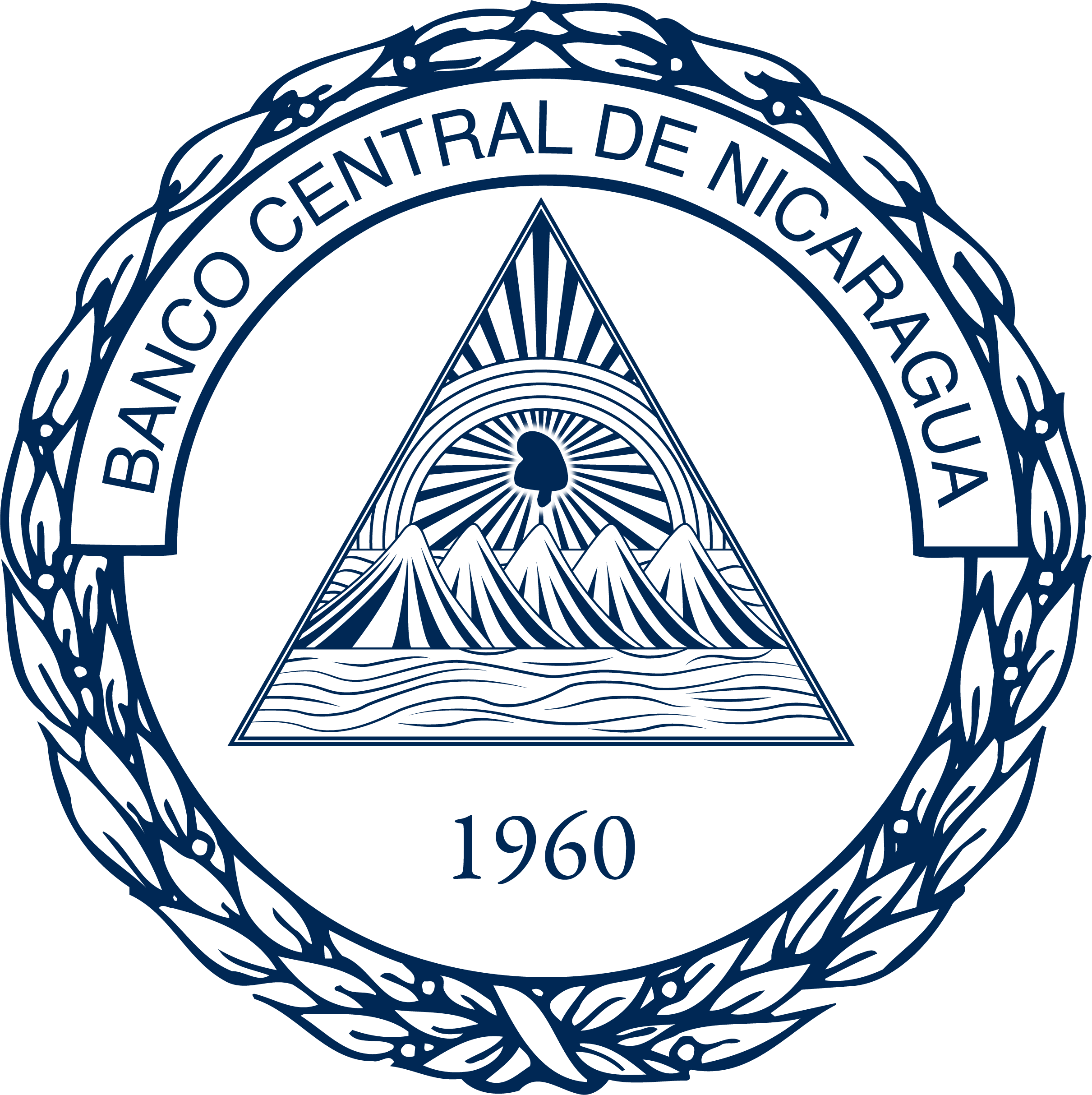
尼加拉瓜中央銀行（西班牙语：Banco Central de Nicaragua）行徽
美國陸軍部部徽

#### 議會徽章

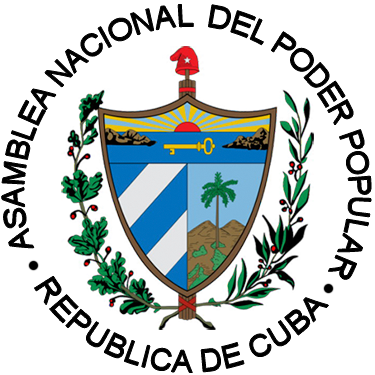
全國人民政權代表大會會徽
美國參議院院徽

#### 軍隊徽章

阿根廷海军军徽
阿根廷空军军徽
阿根廷海軍航空兵（英语：Argentine Naval Aviation）肩章
阿根廷海軍航空兵（英语：Argentine Naval Aviation）國籍標誌
玻利維亞空軍（英语：Bolivian Air Force）軍徽
哥倫比亞國家警察（英语：National Police of Colombia）警徽
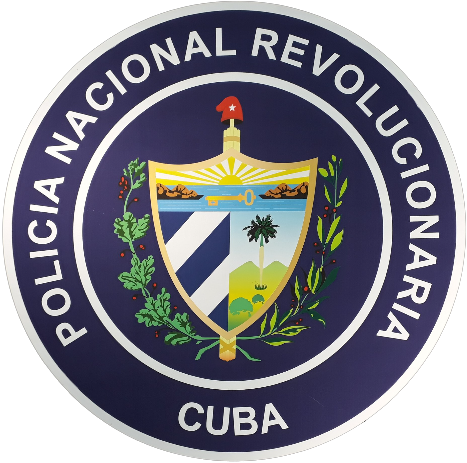
古巴國家革命警察（英语：Law enforcement in Cuba）警徽
尼加拉瓜國家警察（英语：Policía Nacional de Nicaragua）警徽

#### 個人徽章

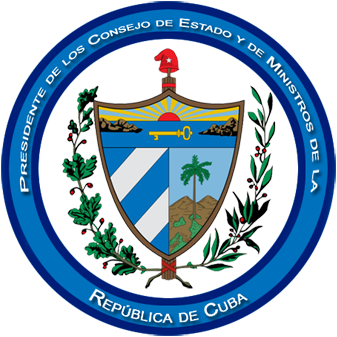
古巴國務委員會主席徽
薩爾瓦多總統徽

### 歷史徽章

中美洲聯合省省徽
中美洲聯邦共和國國徽
大中美洲共和国（英语：Greater Republic of Central America）国徽
阿根廷邦聯國徽
拉普拉塔联合省省徽
布宜诺斯艾利斯国国徽
玻利維亞國徽（1825－1826）
玻利維亞國徽（1826－1888）
玻利维亚国徽（1829）
秘魯-玻利維亞邦聯國徽
新格瑞那達聯合省（英语：United Provinces of New Granada）省徽（1814）
大哥倫比亞國徽（英语：Coat of arms of Gran Colombia）（1819）
新格瑞那達共和國國徽（1834－1858）
新格瑞那達共和國國徽（1854）
哥倫比亞合眾國國徽
哥倫比亞國徽（1886－1924）
萨尔瓦多国徽（1877－1912）
巴拉圭国徽（背面，1842－1990）
巴拉圭国徽（背面，1990－2013）
巴西合眾國國徽
法蘭西第一共和國國徽
奇萨尔皮纳共和国国徽
利古里亞共和國國徽
委內瑞拉國徽（1814－1819）
夏威夷領地徽章
夏威夷共和国国徽
法蘭西第四共和國議會（法语：Conseil de la République）會徽

## 旗帜

### 現行旗幟

#### 国旗

薩爾瓦多國旗
海地國旗
尼加拉瓜國旗
巴拉圭國旗（背面）

#### 地方旗幟

科连特斯省省旗
胡胡伊省省旗
門多薩省省旗
聖胡安省省旗
巴拉那市旗
昆迪納馬卡省省旗
佩雷拉市旗（英语：Flag of Pereira）
圣卡塔琳娜州州旗
里約熱內盧市旗（英语：Flag of Rio de Janeiro）
瓜里科州州旗
南里奥格兰德州州旗

#### 政黨旗幟

正义党党旗

#### 政府旗幟

玻利维亚政府（英语：Politics of Bolivia）旗

#### 軍隊旗幟

玻利維亞武裝部隊（英语：Armed Forces of Bolivia）軍旗
玻利維亞武裝部隊（英语：Armed Forces of Bolivia）戰鬥旗
哥倫比亞海軍（英语：Colombian Navy）軍旗
哥倫比亞海軍（英语：Colombian Navy）海上用旗
哥倫比亞國民警察（英语：National Police of Colombia）警旗

#### 個人旗幟

阿根廷總統旗（陸上）
阿根廷總統旗（海上）
哥伦比亚总统旗
古巴共和國主席旗（陸上）
古巴共和國主席旗（海上）
海地總統旗

### 歷史旗幟

中美洲聯合省省旗
中美洲聯邦共和國國旗
大中美洲共和国（英语：Greater Republic of Central America）国旗
恩特雷里奧斯共和國（西班牙语：República de Entre Ríos）國旗（1820－1821）
阿根廷邦联国旗（1835－1850）
阿根廷邦联国旗（1850－1861）
布宜诺斯艾利斯国国旗
秘魯-玻利維亞邦聯國旗
大哥倫比亞國旗（英语：Flag of Gran Colombia）（1819－1820）
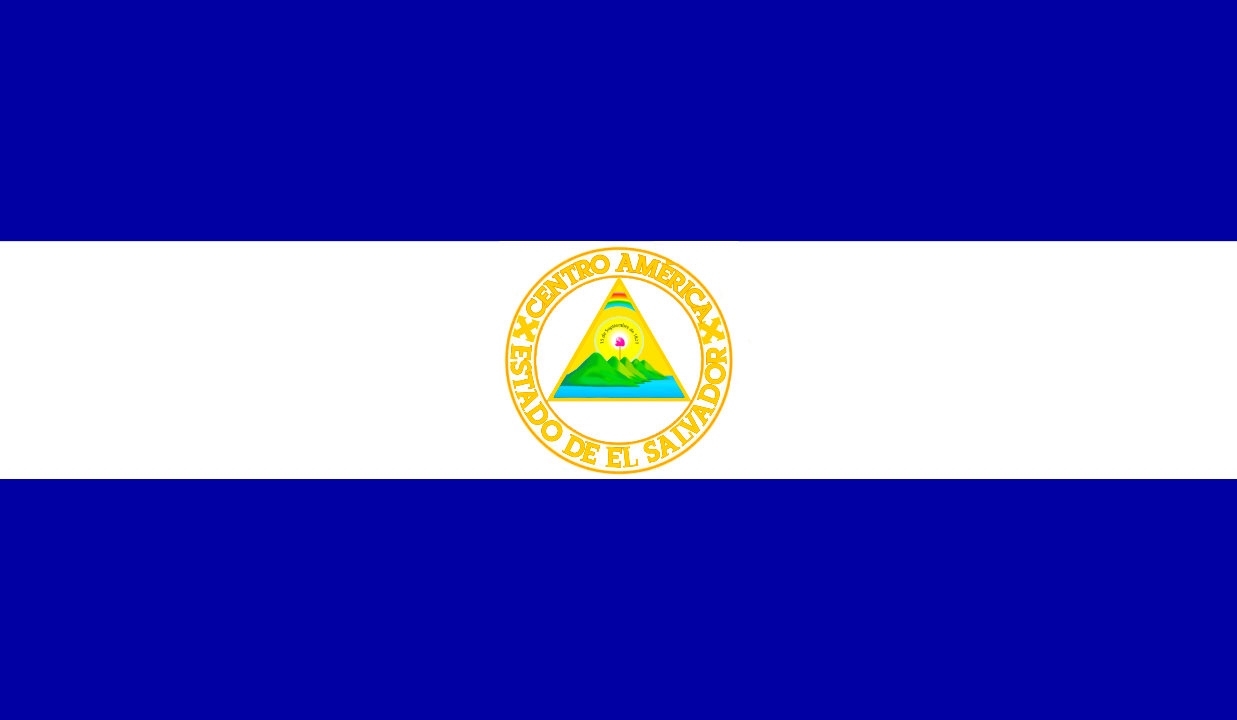
萨尔瓦多国旗（1921－1922）
海地國旗（1859－1964）
尼加拉瓜国旗（1896－1908）
哥斯大黎加國旗（1824）
哥斯大黎加國旗（1824－1840）
瓜地馬拉國旗（1838－1843）
瓜地馬拉國旗（1839－1843）
巴拉圭國旗（背面，1842－1954）
巴拉圭國旗（背面，1988－1990）
巴拉圭國旗（背面，1990－2013）
委內瑞拉國旗（1810－1812）
玻利维亚政府（英语：Politics of Bolivia）旗（1826－1851）
安第斯军（英语：Army of the Andes）军旗
新格瑞那達共和國海軍軍旗
阿根廷總統旗（歷史上）
古巴總統旗（1909－1929）
古巴總統旗（1929－1959）
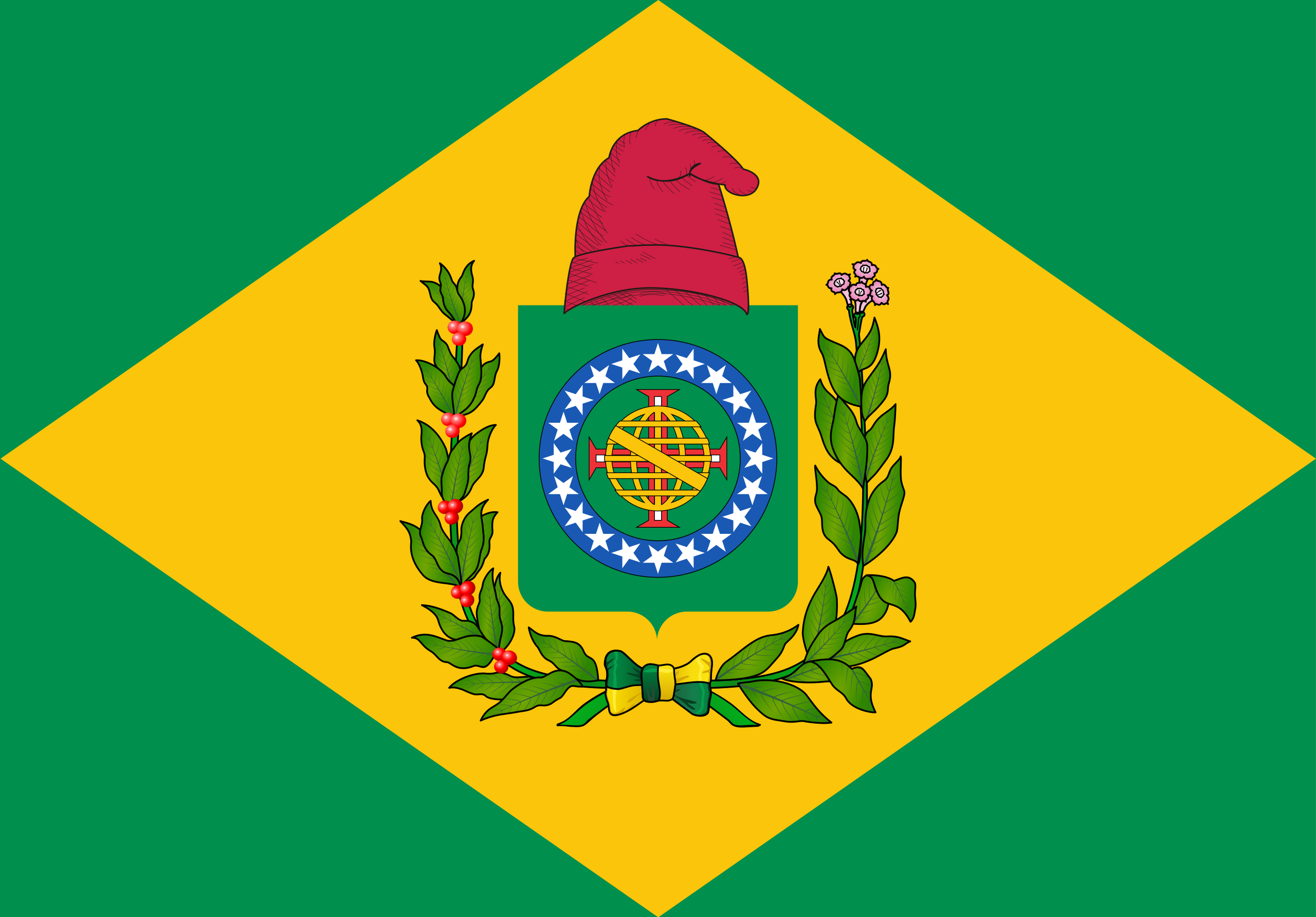
德奧多羅·達·豐塞卡用旗